# Klein Kussewitz
Klein Kussewitz est une ancienne municipalité allemande du land de Mecklembourg-Poméranie-Occidentale et l'arrondissement de Rostock.